# 东海琅琊郡界域刻石
东海琅琊郡界域刻石，位于江苏省连云港市连云区，是中华人民共和国全国重点文物保护单位之一。
2002年10月22日公布为江苏省文物保护单位。2013年3月5日公布为第七批全国重点文物保护单位。